# Brian Bilbray
Brian Phillip Bilbray (ur. 28 stycznia 1951 w Coronado) – amerykański polityk, członek Partii Republikańskiej.

## Działalność polityczna
Od 1976 do 1978 zasiadał w Radzie Miasta, a od 1978 do 1985 był burmistrzem Imperial Beach. W okresie od 3 stycznia 1995 do 3 stycznia 2001  był przez trzy kadencje przedstawicielem 49. okręgu, a od 6 czerwca 2006 do 3 stycznia 2013 przez cztery kadencje przedstawicielem 50. okręgu wyborczego w stanie Kalifornia w Izbie Reprezentantów Stanów Zjednoczonych.